# 龙
在汉字文化圈中，龙，又称中国龙、東方龍，是中国神话、中国民俗中的传说生物。龙有许多类似动物的形态，有如龟形和鱼形，常被描述的是有四足的蛇形。有学者们对中国龙的起源确定了四种可靠的理论：蛇、中华短吻鳄、闪电和自然崇拜。传统上，龙象征着强大和吉祥的力量，特别是对水、降雨、台风和洪水的控制。许多中国谚语和成语都提到了龙，例如“望子成龙”和“龙马精神”。
一些汉字文化圈的国家的文化传统裡也有龙，如韩国、越南和日本。清朝的“黄龙旗”影响了许多欧洲国家对東方式龙的印象。而在现代，不丹国旗的白龙是一条典型的東方式龙。

## 考古發現

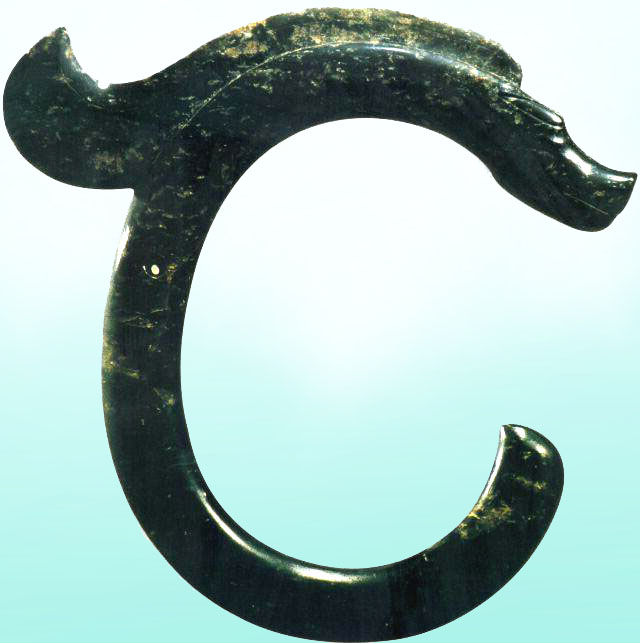
于1984年发现的红山文化玉龙，其年代为约5000年前

目前发现最早的中国龙形图案来自于约8000年前的兴隆洼文化查海遗址，于1994年发现，位於今内蒙古敖汉，临近辽宁阜新，為龍形堆塑，即用红褐色石块堆砌摆放的龙，全长近二十米，宽近两米，在村落遗址的中心广场内，其外观为蛇形，也有人认为此龙形堆有疑似现代龙的形象，也有人质疑在考古挖掘过程中未见全龙很难将堆砌的龙形完整保存。1996年，同是8000年前的遼寧葫蘆島市揚家窪遺址发现两条土塑龙。
其次是8000-7000年前的兴隆洼文化发现的龙纹陶罐，刻划着猪头蛇身状的龙纹国案。
然后是6500年前的河南濮阳西水坡仰韶文化遗址中于1987年发现的四组区域（组1：北斗龙虎图、组2：龙虎鹿鸟图、组3：骑龙升天图、组4：夏至神祇），在当时被誉为“中华第一龙”。
在中国南方發現的較早的龍，有距今約5000多年前浦口營盤山遺址的抬頭龍和俯首龍、余杭良渚遺址的玉豬龍等等。

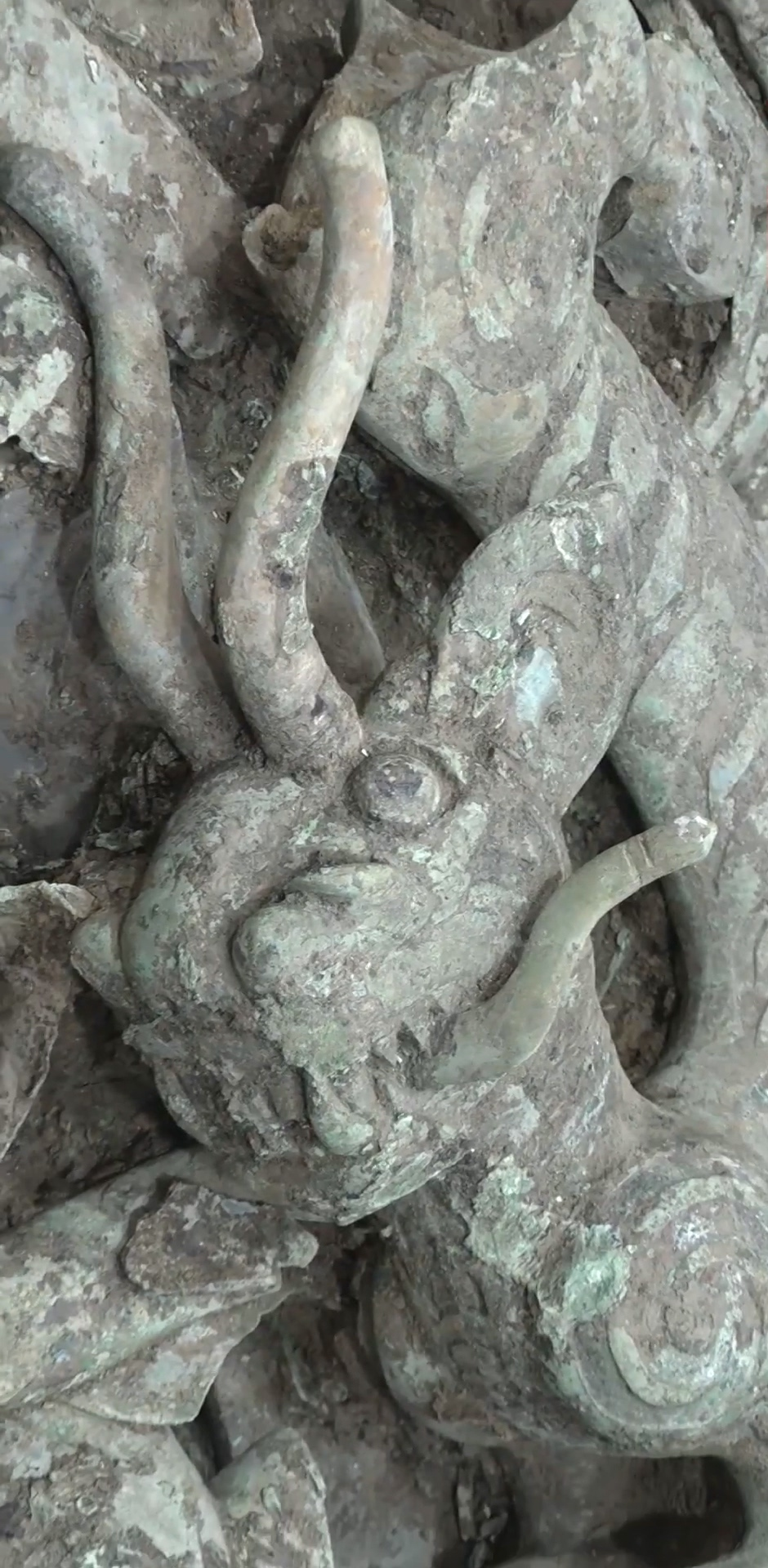
三星堆青铜龙，商

## 起源研究

### 星象說
学者认为6500年前的西水坡龙虎墓与中国四象体系有关，并引用顾炎武语录：“ 三代以上，人人皆知天文。‘七月流火’，农夫之辞也；‘三星在天’，妇人之语也；‘月离于毕’，戍卒之作也；‘龙尾伏辰’，儿童之谣也。后世文人学士，有问之而茫然不知者矣。”以及《尚书．尧典》和《周易》乾卦对天文的记载，推断早在传说时代时中国人已通过天象观测掌握了四季运作的规律，以确保农业运作不误时。
学者李学勤引用大量古代文献，认为古人观星时，将群星分为若干团，并赋于现实事物形象，所以四象是由天象观测发展演变而来，况且西水坡遗址龙虎墓的发现就证明早在传说时代就已有四象的概念。
天文考古学家冯时比较西水坡遗址的北斗龙虎图与战国时期曾侯乙墓漆箱盖星图，认为其内容完全相同；并根据年代确认和天象推算证明西水坡遗址的北斗龙虎图再现当时的星空，虽然图中北斗与二十八星宿的对应关系比《史记·天官书》简略，不过甲骨文和《尚书·尧典》已经记载有古人观测到二十八星宿的部分星象，足以证明西水坡北斗龙虎图是中国乃至世界目前发现的天文星象图，是中国天文学很早领先世界的重要佐证。并根据甲骨文、金文时期的“龙”字对应，最终引证龙来源于天上的苍龙星象，最初是由二十八星宿中的角、亢、氐、房、心、尾六宿组成，分别对应苍龙的身体部位。

### 動物說

#### 鳄鱼說
四川師範大學龍學家周及俆教授認為古代中国人所见到的龙，可能就是鳄鱼。但最早提出此考證的是中国古史专家卫聚贤，他早在1934年提出此論，另有中國大陸祁慶福、王明達、唐蘭等教授支持此論。鳄鱼有27个种，其中只有扬子鳄冬眠，古时候气候温暖，黄河流域到处都是扬子鳄，古人对鳄鱼非常熟悉。从古人对龙的描述来看：龙是卵生的两栖类动物，冬眠、前爪有五爪、喜欢潜伏于水中，这都是扬子鳄的特征。只不过鳄不会飞，關鍵論點有三：
- 《左傳》提到虞舜時期，有一些人飼養龍，並有「深山大澤，實生龍蛇」的紀載，可見龍與蛇是不同之物但又常一同出現於沼澤，也是成語「龍蛇雜處」的由來。《國語》和《易》等古籍中的龍描述也極度與鱷魚相像。
- 《左傳》中曾記載鄭國淹大水，城門外環河中有龍在打架，所以眾人請教子產是否要祭祀的一段問答故事，顯見當時所謂的「龍」並不少見。[13]
- 《史記》記載了歷史上養龍的“豢龍氏”，因此，龍的原型很可能是動物。
- 学者周文顺认为中文的「鱷」字最早出現在三世紀末一篇西晉文獻《三都賦》中。西晉已是極度晚期，連漢朝和三國時代都已結束，之前的人們不可能對鱷魚這種動物視而不見且不給予任何名稱，唯一解釋是之前的時代所稱之龍其實就是鱷魚，西周後北方氣候寒化黃河地區沼澤開始消失，鱷魚遷往南方而消失在中華傳統文明區域，眾人記憶也開始對鱷魚模糊，等人口開始往南方擴展時新發現它們並給予了鱷魚這一名詞。任何推翻此一論者必須先解釋在三世紀之前的人是如何稱呼鱷魚[14]。

根據動物學家楊鍾健以及学者何新在20世纪末公佈的研究，認為龙的原型是大型爬行类动物，主要是鳄鱼（水龙）及巨蜥（山龙）。上古三代以前，中国古陆气候暖湿，此兩类动物在中国大地多所存在。传说中所谓贪吃的“饕餮”之名，也不过是凶猛鳄类（如鼍龙）的转语。
然而化石以及古代文献证据表示大型鱷魚（如湾鳄、马来鳄）在中国的分布仅限于岭南地区，因此黃河长江地區存在大型鱷魚的可能性很低。

#### 其他动物說
也有認為龍形象來自於蛇、猪、馬、河馬（实际上河马是非洲生物，中国歷史上从未有河马分布）等生物:2。甚至有人認為中國龍的原型是恐龍，歷代發現的“龍骨”實際上是恐龍化石，龍的形象則是古人限於當時的認知程度，以恐龍化石為模板，對恐龍作出的形象重構。马小星认为龙是由原始两栖类演变而来的真实生物。亦有學者以龍之甲骨文字型認為龍或為今之「海馬」。

### 自然現象說
根據台灣科學家趙於2007年的演講，認為蛇或鼉（揚子鱷）都是匐伏於地，不合乎龍會通天的特徵，不致成為崇拜對象，提出龍的原型應為龍捲風。
演講指出《說文解字》中記「龍，從肉、飛之形，童省聲。鱗蟲之長，能幽能明，能細能巨，能短能長，春分而登天，秋分而潛淵」，和龍捲風伴隨暴雨、閃電、冰雹而造成不同光影色彩，及能大能細的特徵對應，出現季節也同為春季到秋季（龍捲風季節通常從3月到10月），至於「童省聲」發音則為龍捲風沉重的風雷聲。另外甲骨文中的「龍」字一律是大首彎尾直立狀，與龍捲風的直立彎曲的漏斗狀形態相同。
除形態、特徵外，也提出《易經》坤卦中「龍戰於野，其血玄黃」和《左傳》中「龍鬥於鄭時門之外洧淵」，是在形容多道龍捲風於平原或水畔互碰，捲起黑黃色的泥土，混著雨一起降下。同時也認為《易經》乾卦中多項引用龍做為比喻的記載，都是在影射著龍捲風。
由於中國華北和美國中部草原帶的緯度，地形環境，氣候條件，都非常為類似，古代中國黃河流域可能常有龍捲風發生，古人看見龍捲風而塑造了龍的形象。趙推測1萬年前最近一次冰河期完結後，接著的大暖期持續到距今3000年前，大暖期完結令氣候條件改變，使龍捲風絕跡，後代對龍捲風失去認知，龍的來歷因而失傳了。
而除了龍捲風的說法外，也有龍是來自雲、虹、閃電等自然現象的說法:2、3。

### 圖騰說
聞一多在其〈伏羲考〉一文認為龍是一種只存在於圖騰中的虛擬生物，是由許多圖騰融合而成。此外其主幹與基本型態是蛇，認為這可能表示當時以蛇圖騰最為強大，兼併、同化了其他的圖騰:3。圖騰融合的猜想沒有考古以及史料證據支持。
日本甲骨学家島邦男根據商代甲骨文卜辭記載，當時方國中，有稱為龍的，龍可能最早就是這個方國的圖騰，代表該族降生的祖先。但是这个說法只能說明「龍」的应用，还是沒有解釋來由。

### 其他
陳授祥認為龍是物候參照動物集合而成，龍角是測定時間的工具「表」；尹榮方認為龍來自於松，是樹神崇拜的曲折反映:3、4。

## 文化

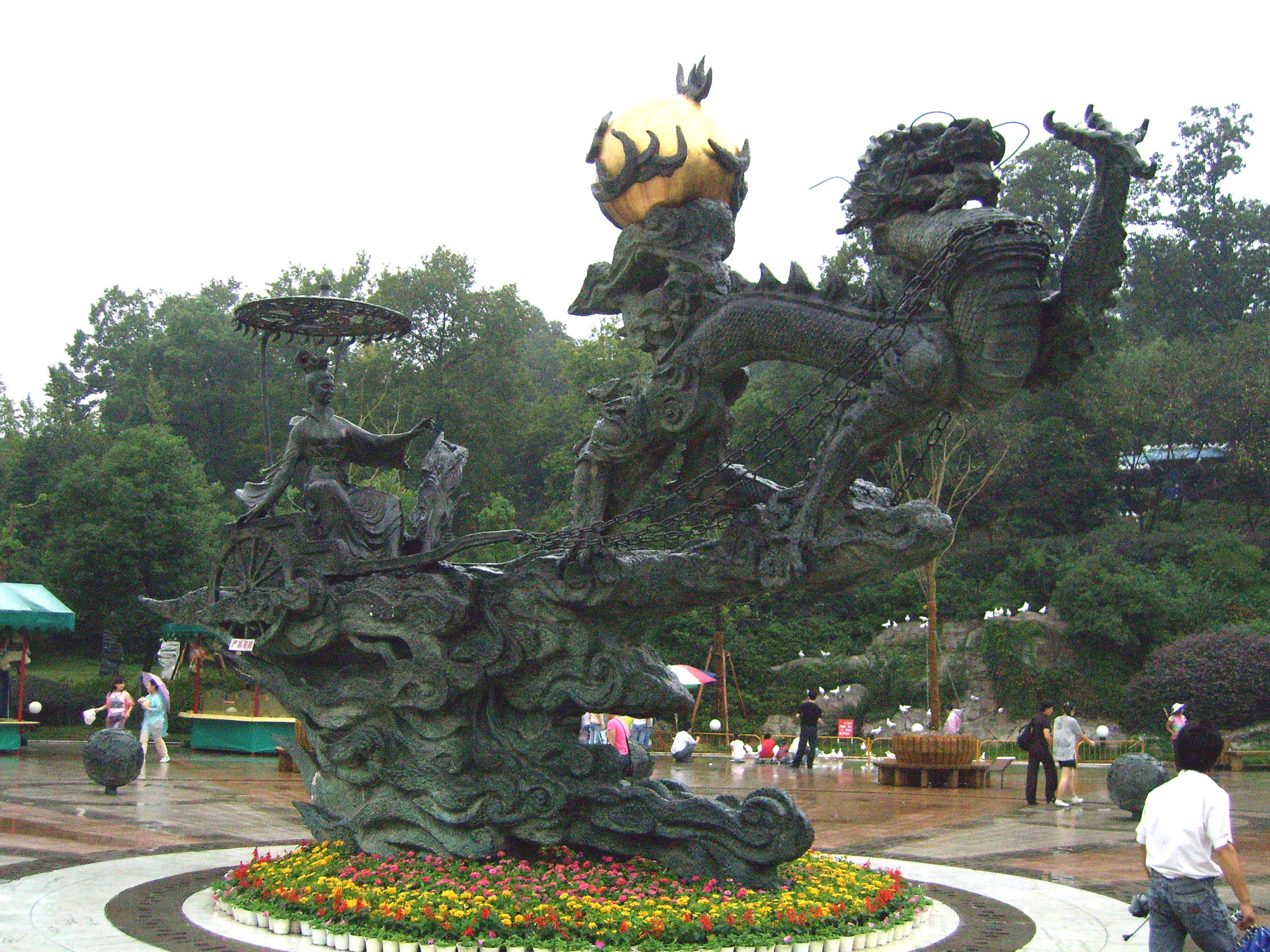
神話故事中羲和由龍所拉的馬車(杭州滿隴桂雨公園)

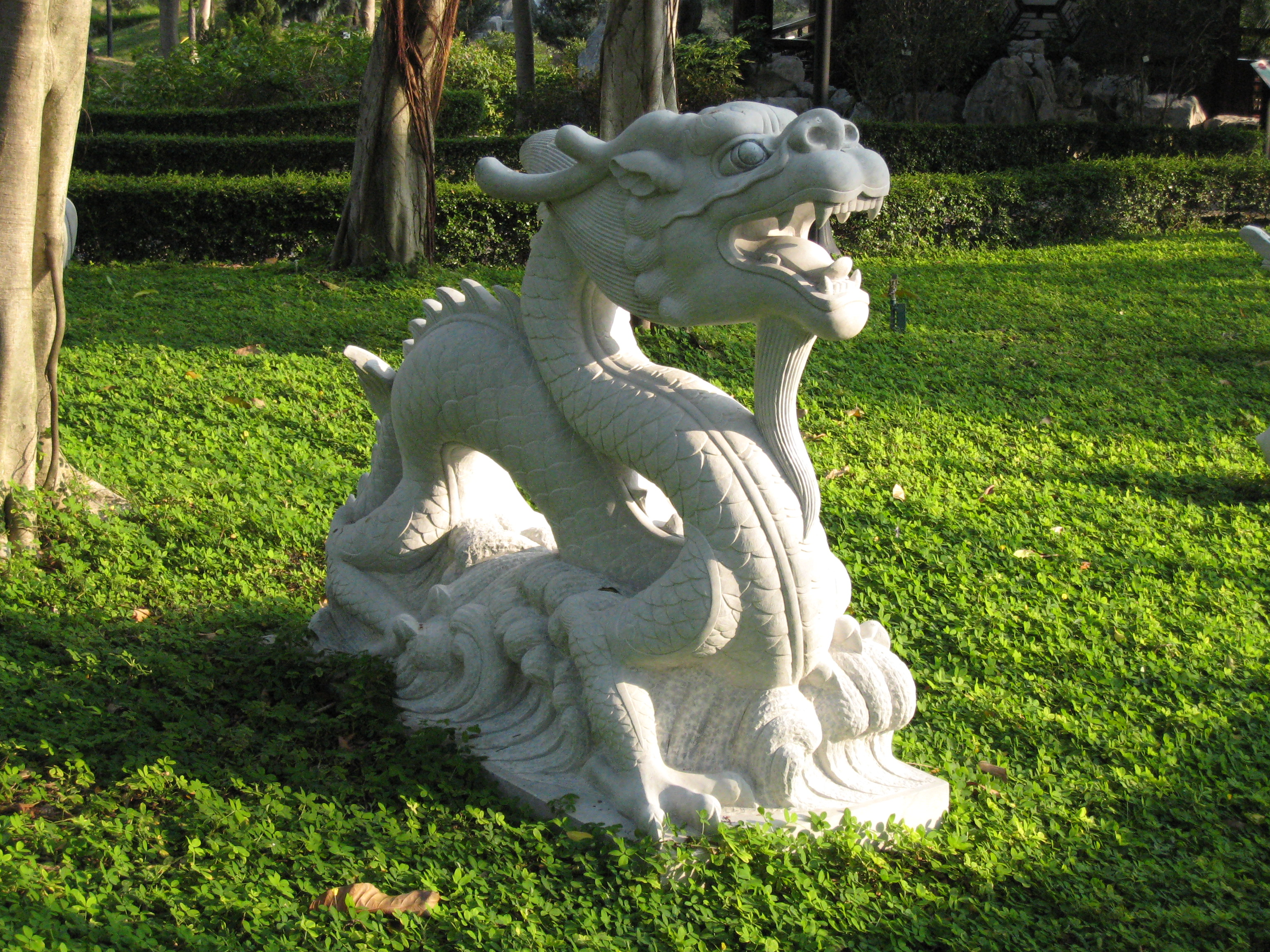
香港九龍寨城公園十二生肖像之龍

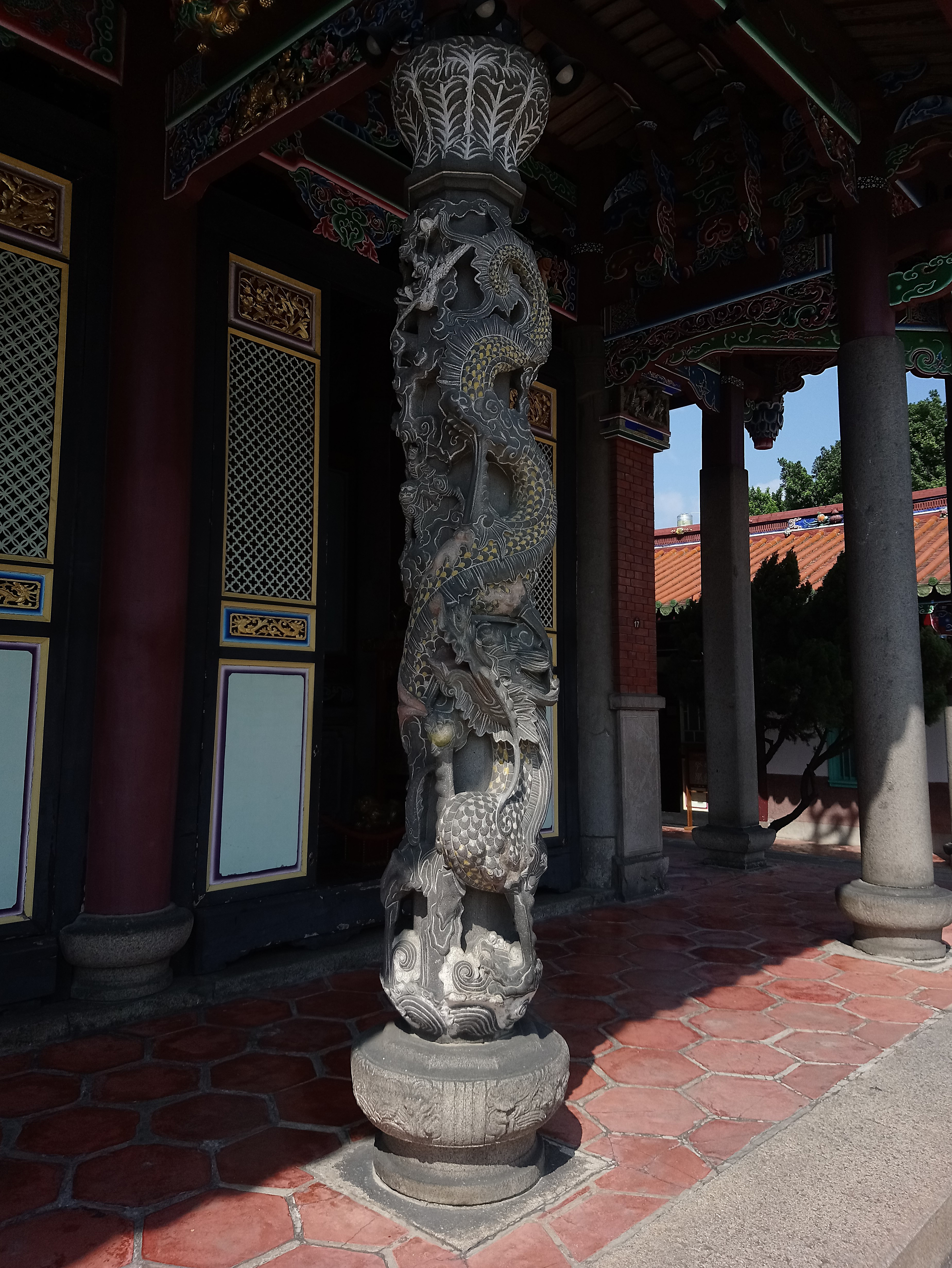
臺北孔子廟大成殿龍柱

龙在東亞传统的十二生肖中排列第五位，对应的地支是辰。在同源的印度生肖中，对应的是那伽龙蛇族。龙与凤凰、麒麟、龟一起并称“四瑞兽”，香港渣打銀行在1979年起發行的鈔票都是以這些瑞獸為題材。（也有许多典籍和史书著作中提到“四瑞兽”分别为：猰貐、居、貔、狻猊。）青龙与白虎、朱雀、玄武是中国天文的四象。

### 文字中的形象

“龙”字在甲骨文（左上）、金文（右上）、篆书（左中）、繁体（右中）、日本新字体（左下）和简体（右下）中的字样
甲骨文中的龍字
篆书「龍」字
梵语悉昙文「那伽」（印度生物，中文佛教界常常将其翻译为“龙”，与中国的龙实非同一生物）

### 演变

#### 玉器

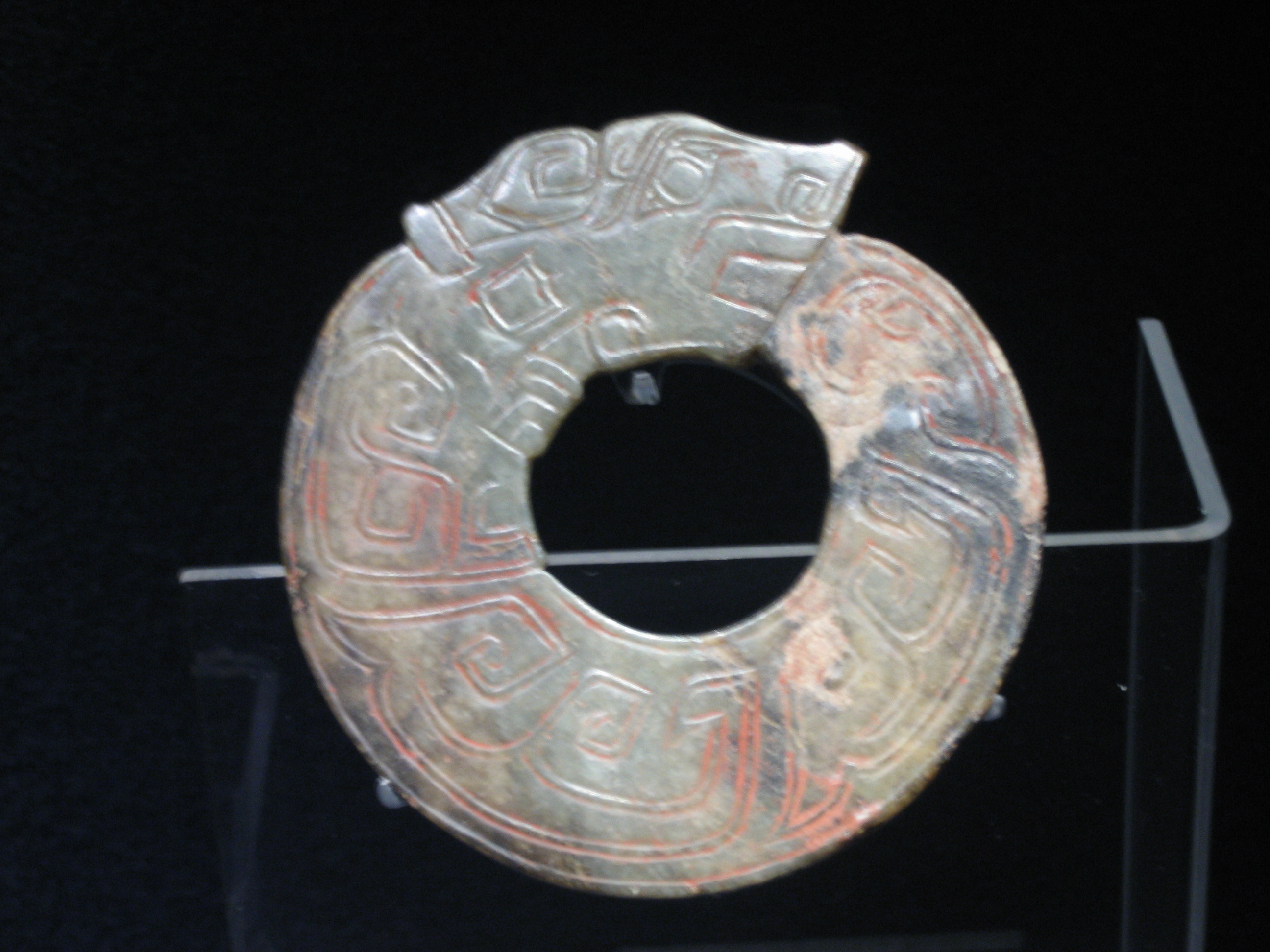
商代蟠龙环
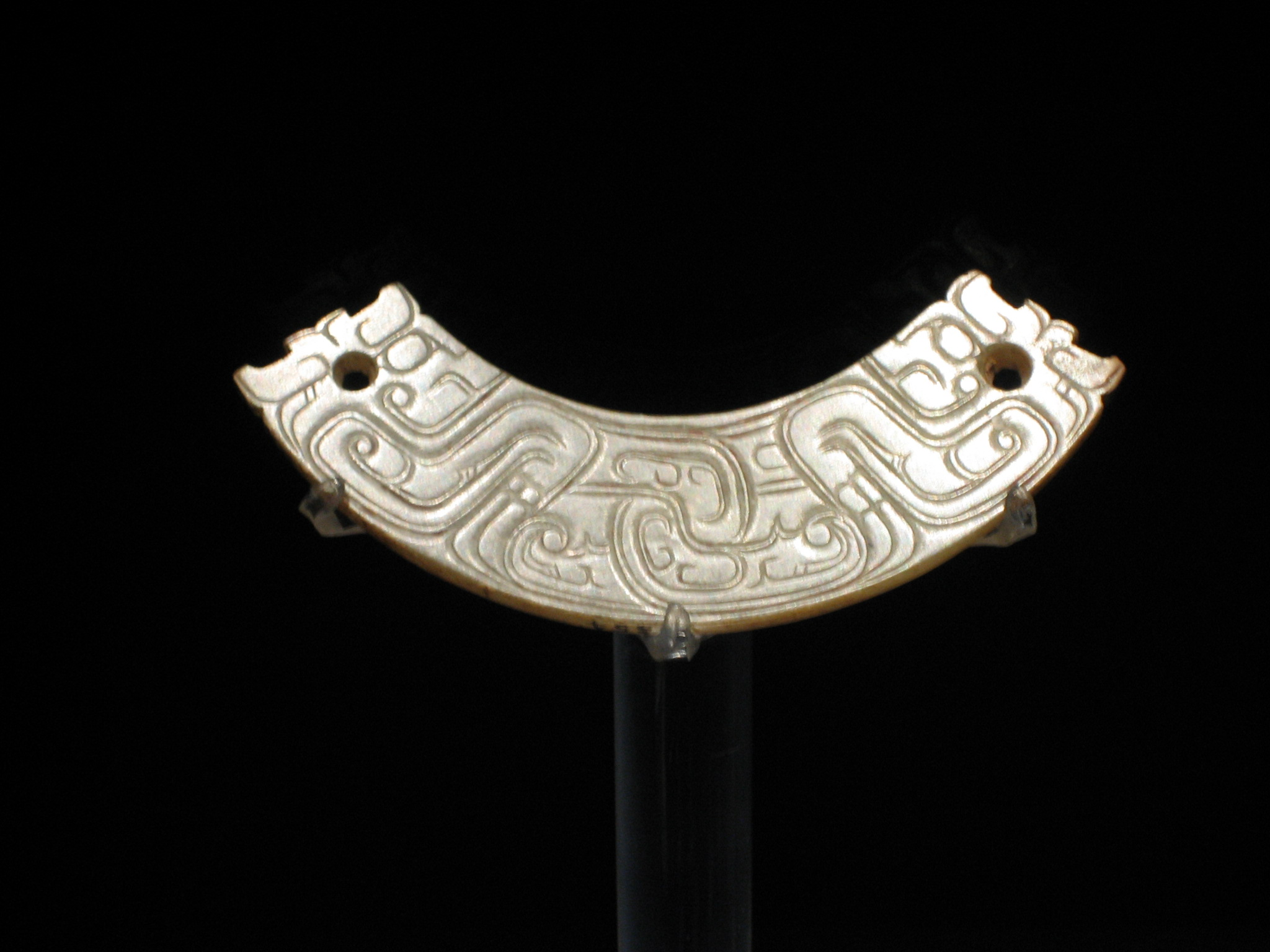
西周时期交龙纹璜
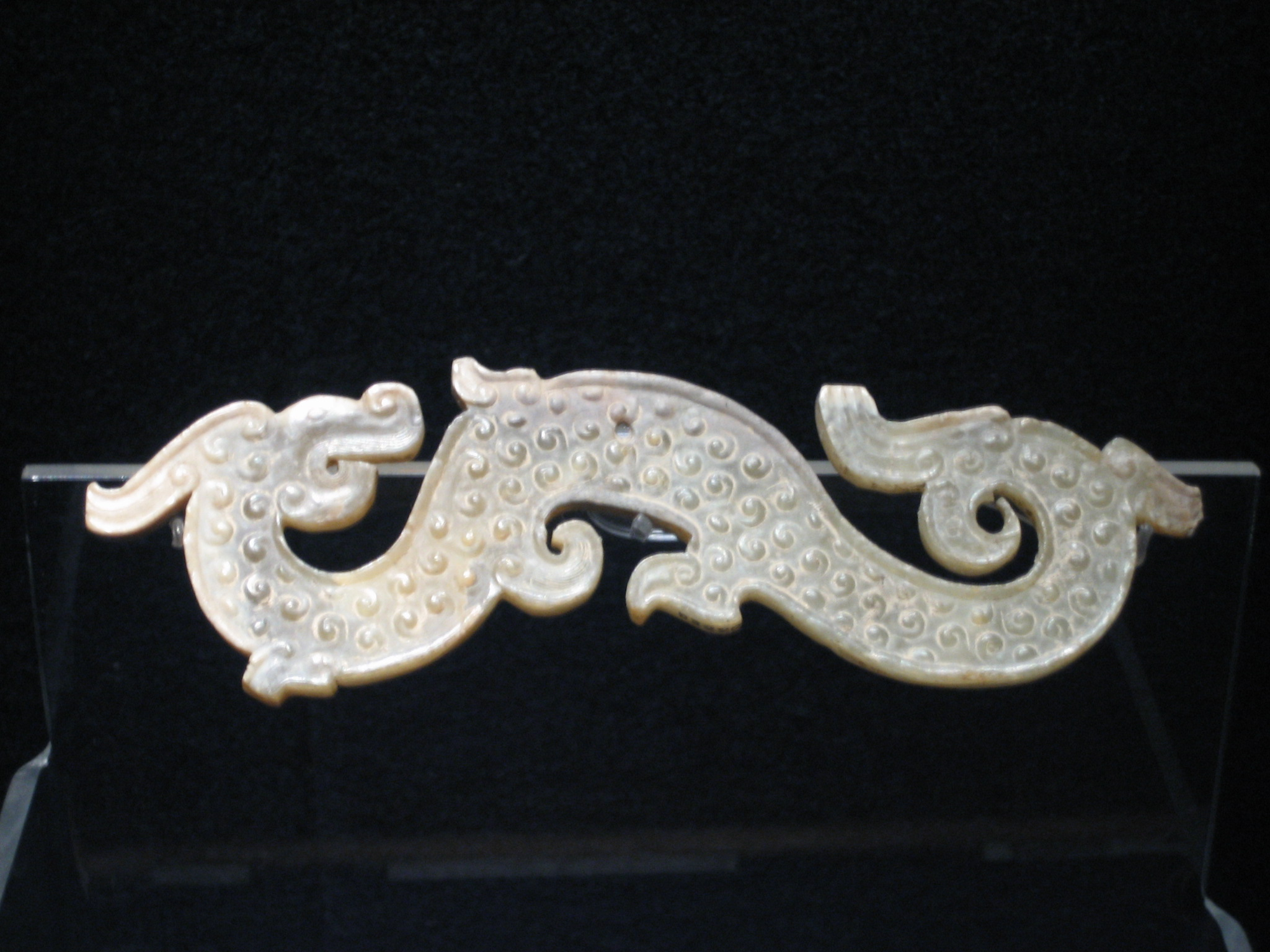
战国时期玉龙
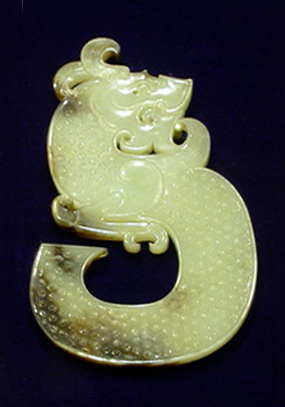
西汉楚王墓玉龙
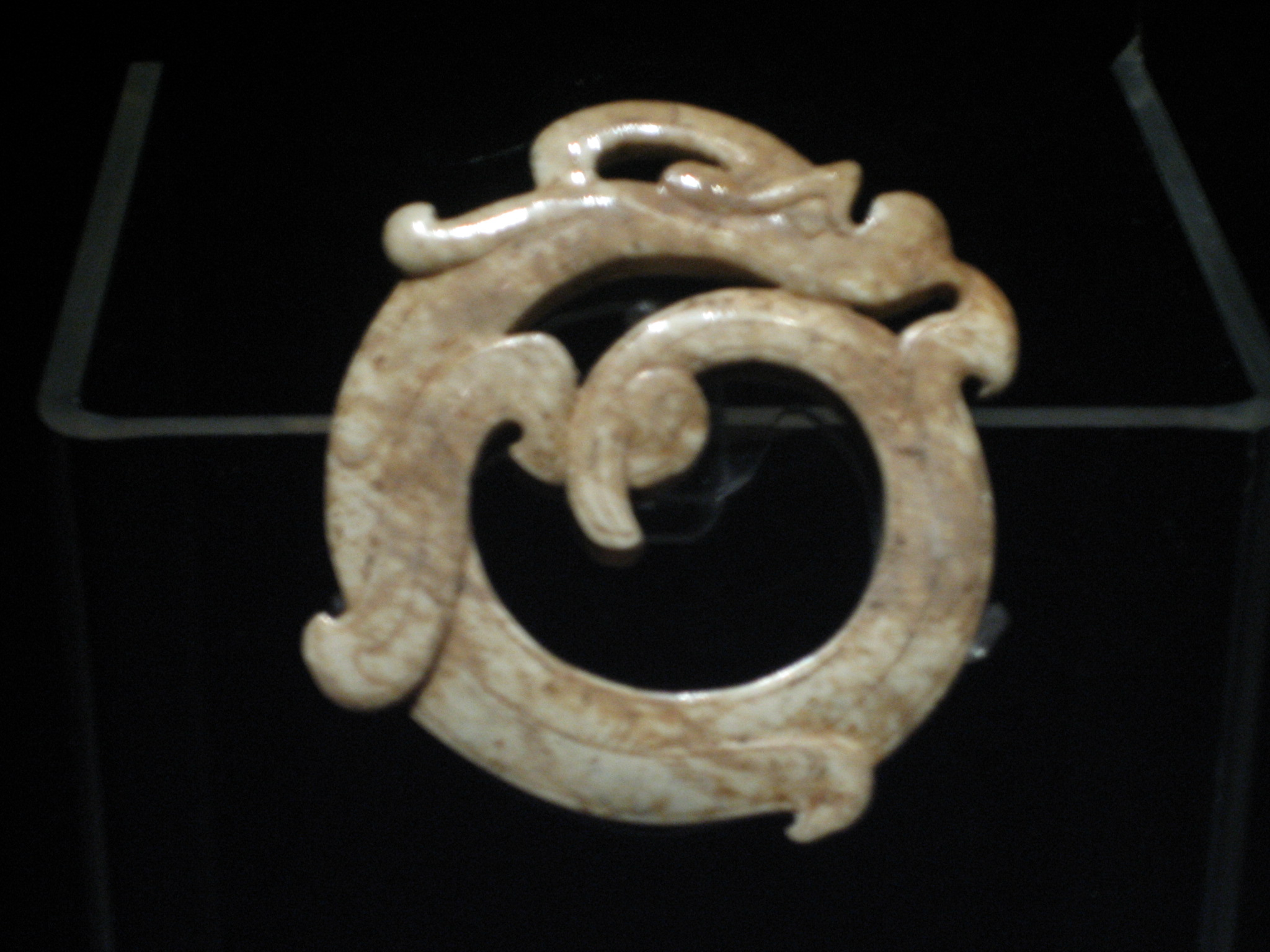
西晋蟠龙环
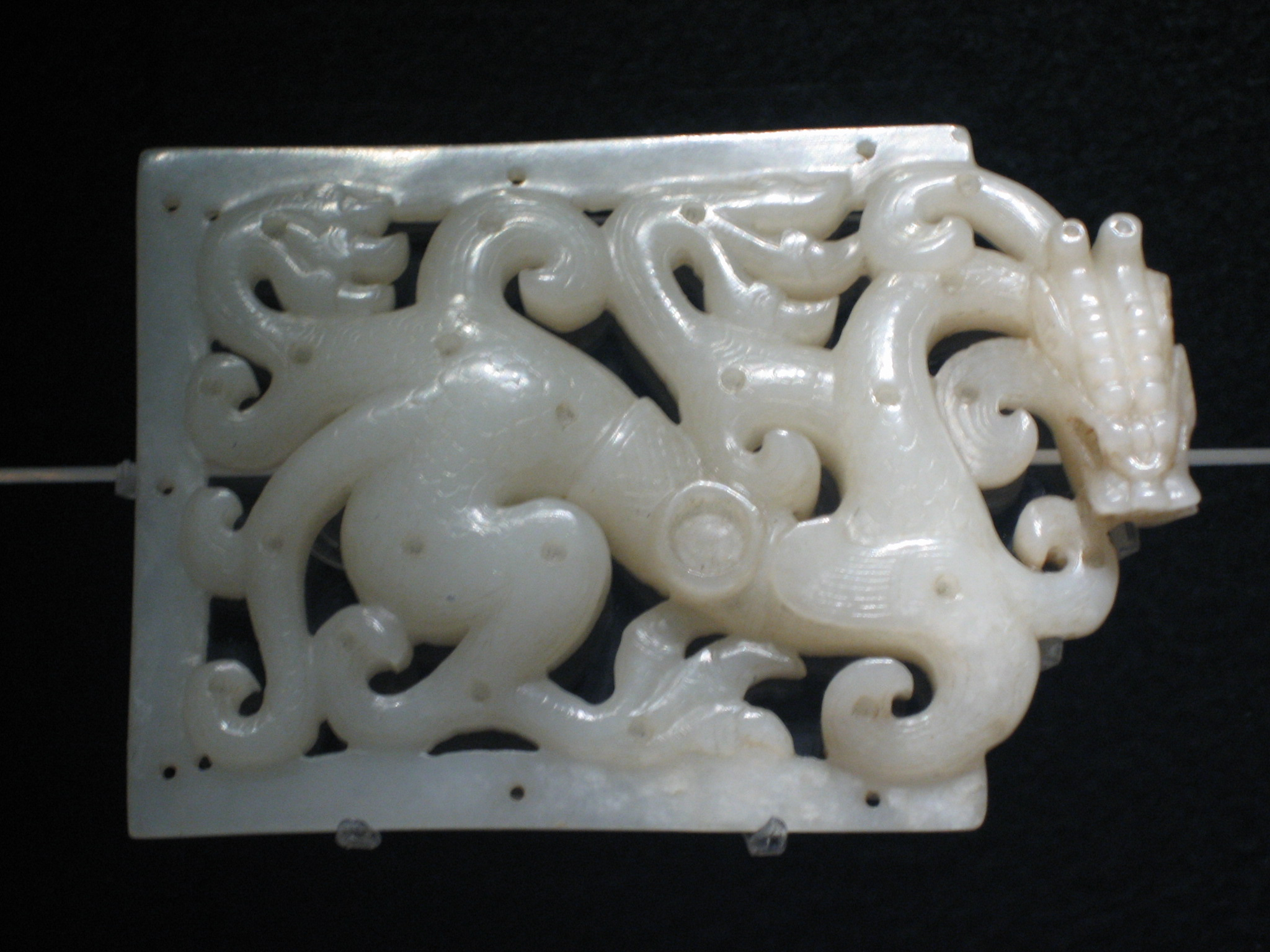
南北朝龙纹
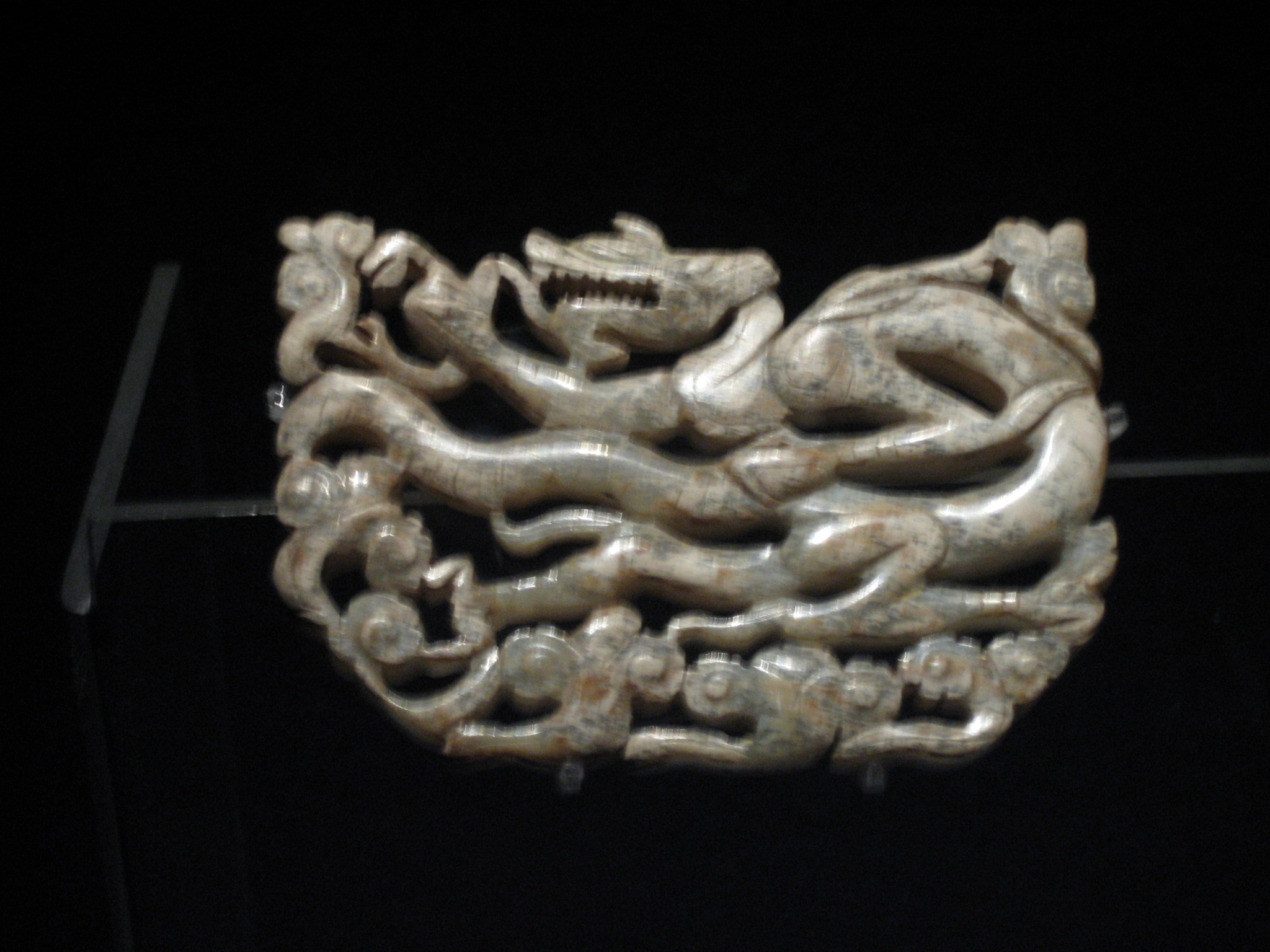
唐代玉龙
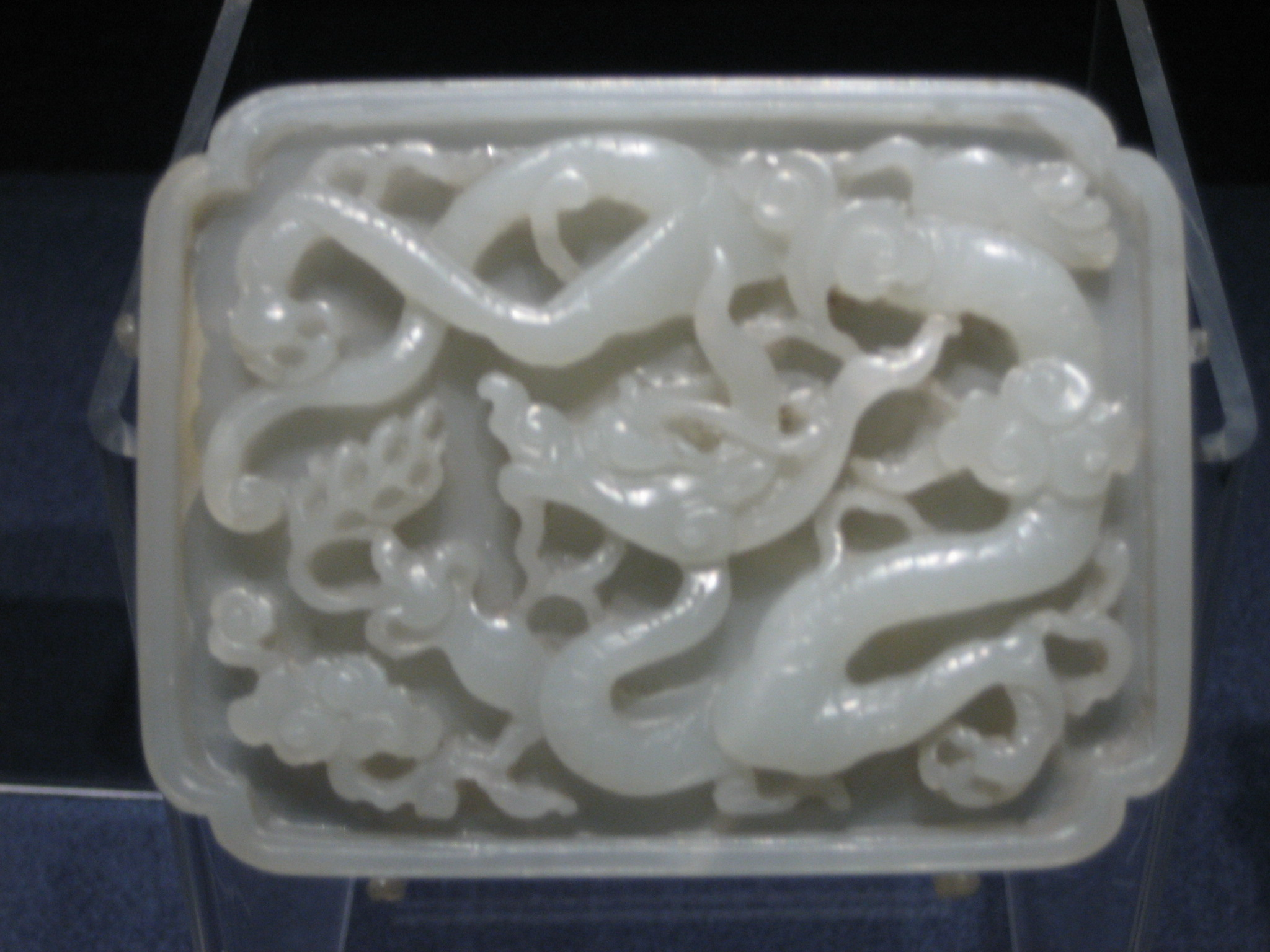
元代龙纹带饰
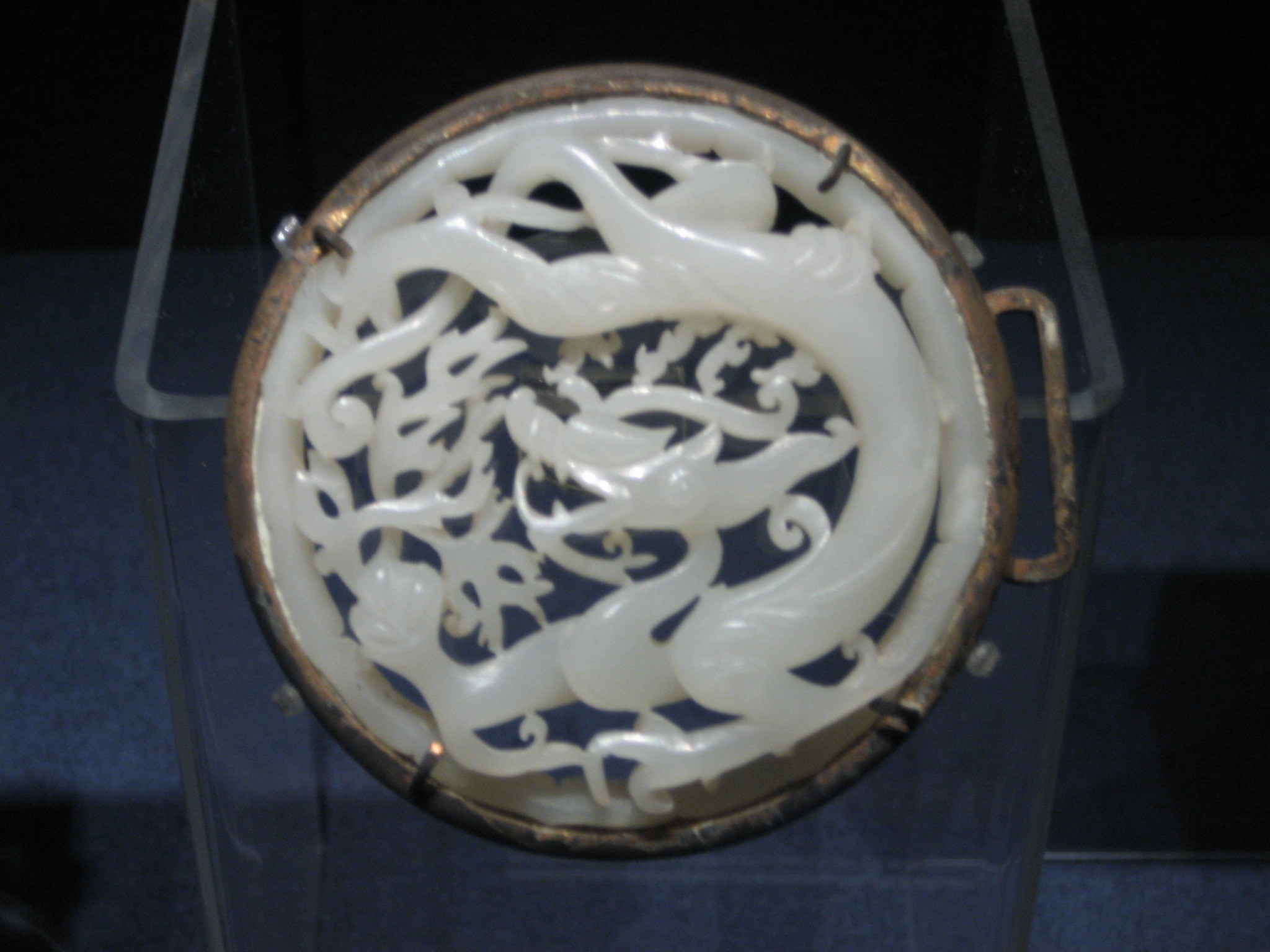
明代团龙纹带饰

### 龙的形象
龍的形象歷來有不同說法，而根據《說文解字》記載，說龍的樣子似披鱗的長蟲，可明可暗，可大可小，亦可長可短，除說明了是條狀披鱗外，其他特徵都是不定數的。
至於《广雅·释螭》中則提到龙分为四种：有鳞者称蛟龙，有翼者称为应龙，有角者称虯龙，无角者称螭龙。还有一种说法是有两角为龙，独角为蛟，无角为螭，无脚为蠋。
東漢學者王符就認為，龙具有兔眼、鹿角、牛嘴、駝頭、蜃腹、虎掌、鷹爪、魚鳞、蛇身，九種動物合而為一的形象（也稱作九不像），與現今流行的形象已非常接近。然而，又有一稱，龍具有「蝦眼」、「鹿角」、「牛鼻」、「狗嘴」、「鯰鬚」、「獅鬃」、「鷹爪」、「魚鱗」、「蛇身」九種動物所組成。

### 化龍的過程
其中流传较广的有两则：一种说法是龙原本是地上的蛇，经过很长很长的时间来吸收天地灵气与日月精华，蛇变为蛟，蛟又经过蜕变最终才成为龙，才具有掌管风雨和飞天的能力，即古代《述异记》中所谓“虺五百年化为蛟，蛟千年化为龙，龙五百年为角龙，又千年为应龙”。
另一种说法是，古时大海裡有一座门，叫做龙门。这个龙门很大，大到看不到全貌。有一天，一条鯉魚游到了龙门下被挡住了，鲤鱼就想跳过龙门游到其他地方。经过无数次跳跃，鲤鱼终于跳过了龙门，但此时鲤鱼却变成了另一种形象，长长的身体布满鳞片，头上有两个像鹿角的角，又长出了4条腿，还有着鹰爪，上能通天，下能潜海，又有呼風喚雨的能力。这个传说后来变成的“鯉魚跃龙门”的故事。

### 分類
- 似龍而非龍
  - 燭龍：人面龍身而無足。

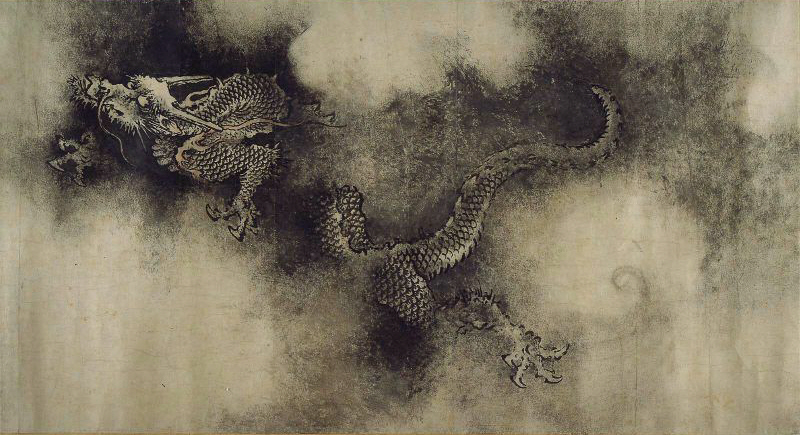
南宋陳容畫《九龍圖》，现藏于波士頓美術館

  - 螭龍：無角而黃，像龍的猛獸，另有一說為無角的雌龍。
  - 鼇龍：海中大龜，另有一說為鰲魚，龍頭魚身，魚躍龍門而來。
- 龍屬近親
  - 虺 : 一種親水似蛇的爬蟲類。虺蜥二字古相通，進代認為虺是指像蜥蜴的蠑螈或鱷。虺江、淮以南曰蝮，江、淮以北曰虺。虺五百年化為蛟。
  - 蜃 : 能吐氣，形似大牡蠣，有巨大的文蛤的說法，或是龍的一種。
  - 麒麟：公獸為麒，母獸為麟。
  - 龍馬：馬身而龍鱗。
  - 蛟龙：有鱗曰蛟龍，棲息在湖淵等聚水處。
- 龍種
  - 虯龍：有角曰虯龍，一說無角，小型的龍。
  - 蟠龙：無角，指的是伏在地上的龍。
  - 蚑龍：有角，雙角為蚑龍。
  - 應龍：有翼曰應龍。
- 龍的象徵
  - 青龍：在中國傳統文化中是四象之一，根據五行學說，它是代表東方的靈獸。
  - 龙王：道教和佛教的神祇。
  - 赤龍：四海龍王之一。
  - 黃龍：在古代有的皇權的象徵。
  - 五爪金龍：皇權中只能由皇帝使用。

#### 龍生九子
龍生九子是中國民間傳說中龍生九個兒子，龍生九子說法不一。中國傳統文化中，以九來表示極多，九又是貴數。
「龍生九子」較早的說法來自明朝李東陽（1447年－1516年）所撰《懷麓堂集》:「龍生九子不成龍，各有所好」。

### 文學
中國文人都有以龍為題材的詩詞，例如：
- 唐朝李白《短歌行》：「吾欲攬六龍，回車掛扶桑。北斗酌美酒，勸龍各一觴。」
- 五代李煜《憶江南·多少恨》：「還似舊時游上苑，車如流水馬如龍。」

### 翻譯問題
2024年（龍年）開始，中国大陆官方媒體提出中國龍代表好運吉祥，與西方龍負面的形象有別，因此龍的英文應翻譯為「loong」而非「dragon」。而早在2017年，陝西省政協委員、民進陝西省委副主任岳崇就曾經在政協會議上提案，建議將中國龍翻譯成「loong」，西方的dragon在中文翻譯成「拽根」。
不過，有人指出中共官方媒體作為依據的「Elements of Chinese Grammar」（《中國言法》）一書，並沒有把「龍」翻譯為「loong」，而是把「龍」注音為「loong」，在解釋一欄中，仍是用「dragon」來說明「龍」這個字。而在13世紀的《馬可·波羅遊記》和14世紀初的《鄂多立克東遊錄》就已將「龍」翻譯為「dragon」，鄂多立克在書中將龍標音為「loung」。传统中国龙代表了友好和善，只有少数龙是坏的，邪恶的。传统西方龍都是邪恶的，具有破坏力的形象，也有少数龙是幽默和善的形象，在现代文学作品中，西洋龙的形象大为改观。
中国翻译协会中译英研讨会专家研讨会认为应使用“dragon”。中国外文局下属的外文出版社则认为，应坚持使用已经约定俗成的译文“Chinese dragon”，而非外国人看不懂的“loong”。

## 延伸阅读
[在维基数据编辑]
 《欽定古今圖書集成·博物彙編·禽蟲典·龍部》，出自陈梦雷《古今圖書集成》